# 24 décembre
Pour les articles homonymes, voir Vingt-Quatre-Décembre.
24 novembre 24 janvier
Chronologies thématiques
- Croisades
- Ferroviaires
- Sports
- Disney
- Anarchisme
- Catholicisme

Abréviations / Voir aussi
- (° 1852) = né en 1852
- († 1885) = mort en 1885
- a.s. = calendrier julien
- n.s. = calendrier grégorien
- Calendrier
- Calendrier perpétuel
- Liste de calendriers
- Naissances du jour

Le 24 décembre est le 358e jour de l'année du calendrier grégorien, le 359e en cas d'année bissextile. Il reste alors sept jours avant la fin de l’année.
C'était généralement le 4e jour du mois de nivôse dans le calendrier républicain / révolutionnaire français, officiellement dénommé jour du soufre.

## Événements

### XIIesiècle
- 1165 : sacre de Guillaume Ier d'Écosse dit le Lion, à l'abbaye de Scone.

### XVIesiècle
- 1588 : en France, assassinat du cardinal de Guise Louis de Lorraine, le lendemain de celui de Henri de Guise, toujours sur ordre du roi Henri III.

### XVIIIesiècle
- 1770 : Louis XV de France renvoie son ministre Choiseul.
- 1800 : attentat de la rue Saint-Nicaise à Paris, contre le premier consul et général Bonaparte.

### XIXesiècle
- 1814 : signature du traité de Gand, entre le Royaume-Uni et les États-Unis.
- 1866 : rattachement du Schleswig-Holstein à la Prusse[1],[2].
- 1881 : signature du « traité de l’amitié », entre Ngaliema De Swata et Henry Morton Stanley, octroyant à ce dernier un droit d’établissement dans l’ouest de ce qui deviendra Léopoldville puis Kinshasa, en Afrique noire.

### XXesiècle
- 1924 : proclamation de la république, en Albanie[3].
- 1937 : l'armée impériale japonaise entre à Hang-Tchéou.[réf. nécessaire]
- Seconde guerre mondiale :
  - en 1941, ralliement de Saint-Pierre-et-Miquelon aux Forces françaises libres du général de Gaulle ;
  - en 1942, assassinat de l'amiral François Darlan en Afrique du nord ;
  - en 1943, début de l'Offensive Dniepr-Carpates.
- 1948 : résolution no 63, du Conseil de sécurité des Nations unies (question indonésienne).
- 1949 : marche des femmes sur Grand-Bassam, en actuelle Côte d'Ivoire, pour faire libérer des prisonniers politiques[4].
- 1951 : indépendance du royaume uni de Libye (fête commémorative ci-après).
- 1964 : attentat de l'hôtel Brink, pendant la guerre du Viêt Nam.
- 1986 : en Argentine, sous la présidence de Raúl Alfonsín, promulgation de la loi du Point final (ley de Punto final), interdisant les poursuites au pénal contre les crimes commis lors de la dictature.
- 1994 : prise d'otages du vol Air France 8969 Alger-Paris par le GIA (Groupe Islamiste Armé), à l'aéroport d'Alger, dont le dénouement aura lieu sur le tarmac de l'aéroport de Marseille plusieurs heures après.
- 1999 : le président ivoirien Henri Konan Bédié est renversé par Robert Guéï, à la défaveur d'un coup d'État militaire.

### XXIesiècle
- 2008 : début des massacres de Noël, en République démocratique du Congo.
- 2014 : entrée en vigueur du traité sur le commerce des armes.
- 2019 : attaque d'Arbinda, pendant l'insurrection djihadiste au Burkina Faso.
- 2022 : aux Fidji, Sitiveni Rabuka est confirmé Premier ministre par le Parlement, dix jours après les élections législatives, et met un terme à plus de quinze ans de pouvoir de Frank Bainimarama[5].

## Art, culture et religion
- 1046 : élection du pape Clément II (Suidger de Morsleben et Hornburg, de son vrai nom).
- 1294 : élection du pape Boniface VIII (Benedetto Caetani, de son vrai nom).
- 1789 : l'Assemblée constituante française adopte un décret reconnaissant les non catholiques aptes à tous les emplois civils et militaires, et leur assurant les droits d'élection et d'éligibilité[6].
- 1928 : première représentation de Victor ou les enfants au pouvoir, de Roger Vitrac, par le Théâtre Alfred Jarry[7].
- 2024 : à Rome, le pape François ouvre le Jubilé de l'Espérance[8].

## Sciences et techniques
- 1979 : lancement de la première fusée Ariane après deux tentatives infructueuses, depuis la base aérospatiale de Kourou en Guyane française, retransmise en direct à la télévision y compris en métropole[9].
- 2024 : la sonde solaire Parker s’approche au plus près du Soleil[10].

## Économie et société
- 1794 : en France révolutionnée, abolition de la loi du maximum général.
- 1802 : recréation des chambres de commerce et d'industrie en France, supprimées par l'Assemblée constituante le 27 septembre 1791, dans vingt-trois villes françaises[11].
- 1865 : fondation du Ku Klux Klan, dans des États du sud des États-Unis[12].
- 2019 : au Burkina Faso, une attaque de l'organisation État islamique à Arbinda cause 120 morts.
- 2020 : l'Union européenne et le Royaume-Uni concluent un accord commercial qui doit entrer en vigueur le 1er janvier 2021[13].

## Naissances

### Iersiècleav. J.-C.
- 3 av. J.-C. : Galba (latin : Servius Sulpicius Galba Imperator Caesar Augustus), empereur romain, de juin 68 à sa mort († 15 janvier 69).

### XIIesiècle
- 1166 : Jean d'Angleterre dit « Jean sans Terre », roi d'Angleterre de 1199 à 1216 († 18 octobre 1216).

### XVesiècle
- 1475 : Thomas Murner, théologien catholique et humaniste alsacien († 1537).

### XVIesiècle
- 1573 : Constance d'Autriche, reine consort de Pologne et grande-duchesse consort de Lituanie de 1605 à 1631 († 10 juin 1631).

### XVIIesiècle
- 1637 : Pierre Jurieu, religieux protestant français († 11 janvier 1713).

### XVIIIesiècle
- 1712 : Étienne Montgolfier, prélat français († 27 août 1791).
- 1737 : Marguerite de Gourbillon, favorite de Marie-Joséphine de Savoie († 11 décembre 1817).
- 1754 : George Crabbe, poète et naturaliste britannique († 3 février 1832).
- 1761 : Jean-Louis Pons, astronome français († 14 octobre 1831).
- 1791 : Eugène Scribe, auteur dramatique et académicien français († 20 février 1861).
- 1798 : Adam Mickiewicz, poète polonais († 26 novembre 1855).

### XIXesiècle

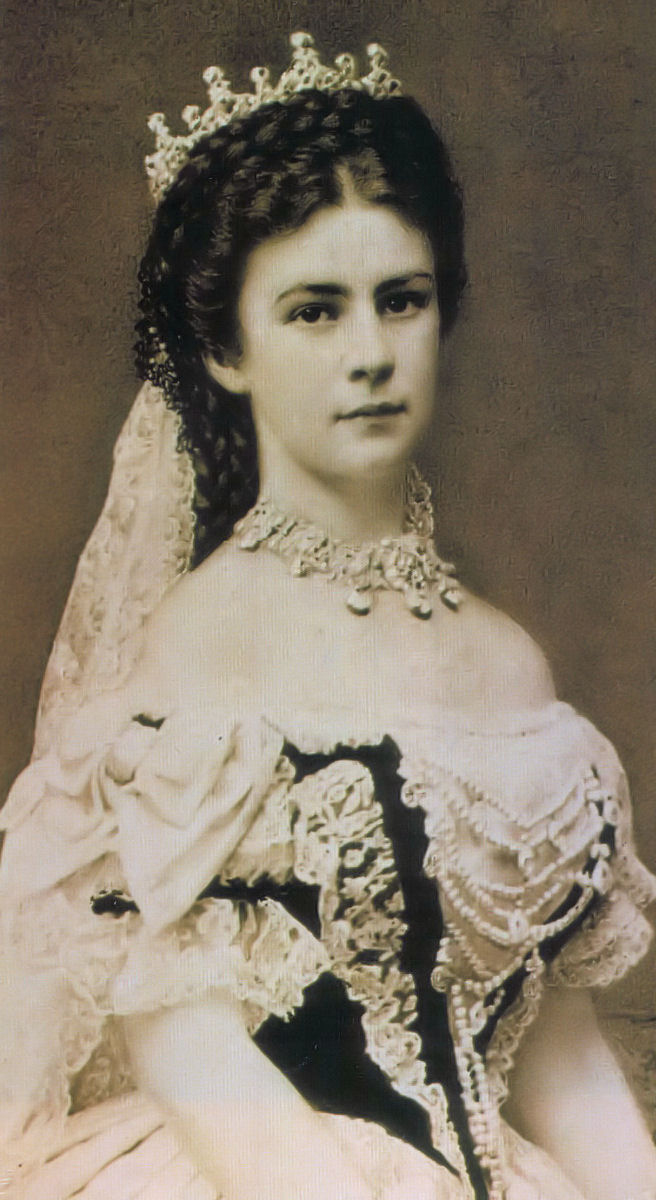
L'impératrice Sissi née le.

- 1809 : Christopher Houston « Kit » Carson, soldat et aventurier américain, pionnier de la conquête de l’Ouest († 23 mai 1868).
- 1810 : Wilhem Marstrand, peintre danois († 24 mars 1873).
- 1813 :
  - Madame Mélingue (Rosaline-Théodorine Thiesset), actrice française († 24 janvier 1886).
  - Jean Pirro, linguiste français († 3 février 1886).
- 1818 : James Prescott Joule, physicien britannique († 11 octobre 1889).
- 1822 : 
  - Matthew Arnold, poète et critique britannique († 15 avril 1888).
  - Charles Hermite, mathématicien français († 14 janvier 1901).
- 1837 : Élisabeth de Wittelsbach dite « Sissi », impératrice d'Autriche (photogénie ci-contre) de 1854 à sa mor† le 10 septembre 1898.
- 1838 : François Langelier, homme politique et juge québécois († 8 février 1915).
- 1851 : Édouard de Castelnau, général français († 19 mars 1944).
- 1861 : John Ball, golfeur anglais († 2 décembre 1940).
- 1867 : Armande Cassive, comédienne française († 8 mars 1940).
- 1868 :
  - Scott Joplin, musicien américain († 1er avril 1917).
  - Emanuel Lasker, mathématicien allemand champion du monde d'échecs († 11 janvier 1941).
- 1878 : Anton Heida, gymnaste américain quintuple champion olympique en 1904 (mort à une date inconnue).
- 1879 :
  - Clemente Micara, cardinal italien, vicaire général de Rome († 11 mars 1965).
  - Émile Nelligan, poète canadien († 18 novembre 1941).
- 1882 : Steve Casey, joueur de rugby à XV néo-zélandais († 10 août 1960).
- 1886 :
  - Michael Curtiz (Manó Kertész Kaminer dit), cinéaste américain, d'origine hongroise († 10 avril 1962).
  - Eugen Papst, compositeur allemand († 2 janvier 1956).
- 1887 :
  - Hélène Dieudonné, actrice française († 29 septembre 1980).
  - Louis Jouvet, homme de théâtre et de cinéma français († 17 août 1951).
- 1888 : Jean Bouin, coureur de fond français († 29 septembre 1914).
- 1891 : Virginia Dighero, civile italienne, doyenne d'Europe († 28 décembre 2005).
- 1893 : Harry Warren, compositeur américain († 22 septembre 1981).
- 1894 : Georges Guynemer, pilote de chasse français († 11 septembre 1917).
- 1897 : 
  - Victor Dillard, prêtre jésuite mort à Dachau († 12 janvier 1945).
  - Ville Pörhölä, athlète finlandais spécialiste des lancers, champion olympique en 1920 († 28 novembre 1964).
- 1900 : Joseph Roberts « Joey » Smallwood, écrivain, journaliste et Premier ministre terre-neuvien († 17 décembre 1991).

### XXesiècle
- 1901 : Thomas « Tom » Reed, scénariste, acteur, producteur et réalisateur américain († 17 août 1961).
- 1902 : Jean de Menasce, dominicain français d'origine égyptienne († 24 novembre 1973).
- 1903 : Joseph Cornell, sculpteur américain († 29 décembre 1972).
- 1904 : Joseph Juran, acteur de la conception originaire et du portage mondial de la démarche qualité globale († 28 février 2008).
- 1905 : 
  - Ans van Dijk, collaboratrice néerlandaise († 14 janvier 1948).
  - Howard Hughes, aviateur, industriel et producteur de cinéma américain († 5 avril 1976).
- 1906 :
  - James Hadley Chase (René Lodge Brabazon Raymond dit), romancier anglais († 6 février 1985).
  - Franz Waxman (Franz Wachsmann dit), compositeur américain d'origine allemande († 24 février 1967).
- 1907 : John Cody, cardinal américain, archevêque de Chicago de 1965 à 1982 († 25 avril 1982).
- 1908 : Jeanne Herviale (Jeanne Blanche Charlotte Charrier dite), actrice française († 29 octobre 1989).
- 1909 : Adam Rapacki, homme politique et économiste polonais († 10 octobre 1970).
- 1910 : Ellen Braumüller, athlète de sauts et de lancers ainsi que du sprint allemande († 10 août 1991).
- 1911 : Rodolfo Siviero, historien de l'art italien († 26 octobre 1983).
- 1912 : Jacques Jacquesson, militaire et ingénieur atomiste français († 17 mars 1996).
- 1913 : Pierre Thézé, peintre et sculpteur français († 24 juillet 1999).
- 1914 : Maria Szurek-Wisti, répétitrice, assistante, maître-assistante et professeur polonaise († 8 août 1980).
- 1915 :
  - Michel Gaudet, haut fonctionnaire français († 6 mai 2003).
  - Jean Vallerand, musicien, compositeur, critique musical et enseignant québécois († 24 juin 1994).
- 1918 : Willie Clancy, musicien traditionnel irlandais, joueur de uilleann pipes († 26 janvier 1973).
- 1919 : Pierre Soulages, peintre français († 25 octobre 2022).
- 1921 : Remi Schrijnen, homme politique, ancien volontaire belge de la Légion flamande († 27 juillet 2006).
- 1922 : Ava Gardner, actrice américaine († 25 janvier 1990).
- 1924 : Marc Ferro, historien français, présentateur d'Histoire parallèle sur la SEPT future Arte († 21 avril 2021).
- 1925 (ou 25 décembre) : Yafa Yarkoni, chanteuse israélienne († 1er janvier 2012).
- 1926 :
  - Paul Buissonneau, chanteur, acteur et metteur en scène québécois d’origine française Théâtre de Quat'Sous († 30 novembre 2014).
  - Lee Dorsey, chanteur américain († 1er décembre 1986).
- 1927 :
  - Mary Higgins Clark, femme de lettres américaine († 31 janvier 2020).
  - Richard Highton, zoologiste américain.
- 1931 :
  - Raphael Homer « Ray » Bryant, pianiste de jazz américain († 2 juin 2011).
  - Mauricio Kagel, compositeur, chef d'orchestre et metteur en scène argentin († 18 septembre 2008).
- 1932 : Oulton Wade, homme politique britannique († 7 juin 2018).
- 1933 : Noëlle Adam, actrice française.
- 1937 : Félix Miéli Venerando, footballeur brésilien († 24 août 2012).
- 1940 : Hryhoriy Kriss, escrimeur ukrainien champion olympique et du monde.
- 1943 :
  - Claude Brosset, acteur français († 25 juin 2007).
  - Ulrick Chérubin, homme politique québécois († 25 septembre 2014).
  - Gary Dineen, hockeyeur sur glace canadien († 1er avril 2006).
  - Tarja Halonen, femme politique et avocate finlandaise, présidente de la République de la Finlande de 2000 à 2012.
  - Robert Kurz, philosophe allemand († 18 juillet 2012).
- 1944 :
  - Michael « Mike » Curb, compositeur, producteur et homme politique américain.
  - Oswald Gracias, cardinal indien, archevêque d'Agra de 2000 à 2006 et de Bombay depuis 2006.
  - Daniel Johnson, homme politique et avocat canadien, Premier ministre du Québec en 1994.
- 1945 :
  - Ian Fraser « Lemmy » Kilmister, musicien britannique du groupe Motörhead († 28 décembre 2015).
  - Nicholas Meyer, réalisateur et scénariste américain.
- 1946 :
  - Roselyne Bachelot, pharmacienne, femme politique parlementaire puis chroniqueuse et animatrice française plusieurs fois ministre.
  - Daniel Beretta, comédien et chanteur français († 23 mars 2024)
  - Patrick Vial, judoka français médaillé olympique.
- 1948 : Michel Robert, cavalier de saut d'obstacles français.
- 1951 : 
  - Kathleen Fox, aviatrice et dirigeante canadienne.
  - Gaëtan et Paul Brizzi, frères jumeaux réalisateurs de films d'animation et illustrateurs français.
  - Jerzy Kraska, footballeur polonais.
- 1952 :
  - Lorne Calvert, homme politique canadien, Premier ministre de la Saskatchewan entre 2001 et 2007.
  - Patrick Pons, pilote de vitesse moto français († 12 août 1980).
- 1953 : Adam Szal, prélat catholique polonais, archevêque de Przemyśl depuis 2016.
- 1954 : Yves Debay, journaliste et correspondant de guerre français d’origine belge († 17 janvier 2013).
- 1955 : Clarence Gilyard, acteur américain († 28 novembre 2022).
- 1957 :
  - Jérôme Beau, évêque catholique français, archevêque de Bourges depuis 2018.
  - Hamid Karzai (حامد کرزی), homme politique afghan, président de la République islamique d'Afghanistan de 2001 à 2014.
- 1959 : Diane Tell, chanteuse canadienne.
- 1960 : Yves Le Saux, évêque catholique français, d'Annecy depuis 2022.
- 1961 : Simon Woolley, homme politique britannique.
- 1962 : Juan Hernández Pérez, boxeur cubain champion olympique.
- 1963 : Amina Benbouchta, artiste marocaine.
- 1964 :
  - Jean-Paul Civeyrac, réalisateur français de films.
  - Christophe Miossec, auteur-compositeur-interprète et poète breton d'expression surtout francophone.
- 1965 : Marcelo Villena Alvarado, écrivain et poète bolivien.
- 1966 : François Papineau, acteur québécois.
- 1967 : Fabrice Bureau, chercheur et professeur belge à la Faculté de médecine vétérinaire de l’Université de Liège.
- 1969 : Oleg Skripotchka (Олег Иванович Скрипочка), cosmonaute russe.
- 1970 :
  - Nihal Meshref, pongiste égyptienne.
  - Amaury Nolasco, acteur portoricain.
- 1971 :
  - Ricky Martin (Enrique Martin Morales dit), chanteur portoricain.
  - Tania de Montaigne, écrivaine française.
  - David Morissette, hockeyeur professionnel québécois.
- 1973 :
  - Frédéric Demontfaucon, judoka français.
  - Stephenie Meyer, femme de lettres américaine.
- 1974 : Tadjou Salou, footballeur togolais († 2 avril 2007).
- 1976 : Ángel Matos, taekwondoïste cubain, champion olympique.
- 1977 : Jason Read, rameur d'aviron américain, champion olympique.
- 1978 : 
  - Souleymane Diawara, footballeur professionnel sénégalais.
  - Ghislain Bagnon, footballeur franco-ivoirien, défenseur et latéral droit.
- 1979 : Ben Geurens, acteur australien.
- 1980 :
  - Geoffrey Dernis, footballeur français
  - Sandra Lou (Sandra Bretonès dite), animatrice, présentatrice et mannequine française.
- 1981 : Dima Bilan (Victor Nikolaevitch Belan ou Ви́ктор Никола́евич Бела́н dit), chanteur russe.
- 1982 :
  - Masaki Aiba (相葉 雅紀), chanteur et acteur japonais.
  - Mikaël Roche, footballeur franco-tahitien.
  - Robert Schwartzman (Robert Carmine), acteur et chanteur américain.
  - Nancy Sinatra, animatrice, chanteuse et comédienne belge francophone.
- 1984 : Camille Berthomier (Jehnny Beth) comédienne et musicienne française.
- 1985 :
  - Mirna Mazić, basketteuse croate.
  - Fabiano Joseph, athlète de fond tanzanien.
  - Matthew Craig Stephen « Matt » Targett, nageur australien.
- 1986 :
  - Kyrylo Fesenko (Кирило Фесенко), basketteur ukrainien.
  - Upiak Isil, chanteuse indonésien.
  - Riyo Mori (森 理世), danseuse japonaise, miss Univers 2007.
- 1987 :
  - Cécile Grès, journaliste française.
  - Hugo tout seul (Hugo Dessioux dit), youtubeur et vidéaste français.
- 1989 :
  - Dion Dixon, basketteur américain.
  - Steve Johnson, joueur de tennis américain.
- 1990 : Carolanne D'Astous-Paquet, chanteuse québécoise.
- 1991 :
  - Eric Moreland, basketteur américain.
  - Louis Tomlinson, chanteur britannique du groupe One Direction.
- 1992 :
  - Serge Aurier, footballeur ivoirien.
  - Samuel Peterson « P. J. » Hairston, Jr., basketteur américain.
- 1994 :
  - Frédéric Guilbert, footballeur français.
  - Ève Périsset, footballeuse française.
- 1995 :
  - Anett Kontaveit, joueuse de tennis estonienne.
  - Fabrice Ondoa, footballeur camerounais.
- 1998 : Thijs Goedknegt, acteur néerlandais.

## Décès

### XIesiècle
- 1069 : Godefroy II le Barbu, duc de Basse et de Haute-Lotharingie (° vers 997).

### XIIIesiècle
- 1257 : Jean Ier d'Avesnes (° 1er mai 1218).

### XIVesiècle
- 1317 : Jean de Joinville, noble champenois et historien de Saint Louis (° vers 1224).

### XVesiècle
- 1471 : Sigismond de Saxe, évêque de Wurzbourg (° 3 mars 1416).

### XVIesiècle
- 1524 : Vasco de Gama, navigateur portugais (° vers 1460 ou 1469).
- 1588 : Louis II de Guise, cardinal de Lorraine (° 6 juillet 1555).

### XVIIIesiècle
- 1707 : Noël Coypel, artiste-peintre français (° 25 décembre 1628).
- 1793 : Marie Adrian, tailleuse lyonnaise ayant défendu la ville de Lyon durant le siège de la Convention nationale (° 1776).

### XIXesiècle
- 1814 : François Bonaventure Arago, homme politique français (° 30 janvier 1754).
- 1824 : Pushmataha, chef amérindien des Choctaw (° 1764).
- 1850 : Frédéric Bastiat, économiste français (° 30 juin 1801).
- 1868 : Adolphe d'Archiac, géologue et paléontologue français (° 23 septembre 1802).
- 1872 : William Rankine, ingénieur et physicien écossais (° 5 juillet 1820).
- 1879 : Anna Bochkoltz, soprano, professeure de chant et compositrice (° 11 mars 1815).
- 1884 : Joseph Bardou, un industriel français (º 12 décembre 1823).
- 1886 : Louis-Théodore Devilly, peintre français (° 28 octobre 1818).

### XXesiècle
- 1903 : Alix Payen, communarde et ambulancière communarde française, (°18 mai 1842).
- 1913 : Louis Sockalexis, joueur de baseball américain (° 24 octobre 1871).
- 1914 : John Muir, naturaliste et écrivain américain (° 21 avril 1838).
- 1921 : 
  - Jean-Baptiste Gobert-Martin, homme d'affaires français (° 2 août 1849).
  - Teresa Wilms Montt, écrivaine et poétesse chilienne (° 8 septembre 1893).
- 1935 : Alban Berg, compositeur autrichien (° 9 février 1885).
- 1938 :
  - Bruno Taut, architecte, urbaniste et écrivain allemand (° 4 mai 1880).
  - Lev Skrbenský z Hříště, prélat tchèque, archevêque de Prague de 1899 à 1916 et d'Olomouc de 1916 à 1920 (° 12 juin 1863).
- 1942 : François Darlan, amiral et homme politique français (° 7 août 1881).
- 1957 :
  - Maurice Schilles, cycliste sur piste français (° 26 février 1888).
  - Norma Talmadge, actrice américaine (° 2 mai 1894).
- 1966 : Gaspar Cassadó, musicien espagnol (° 30 septembre 1897).
- 1970 : Nikolaï Chvernik (Николай Михайлович Шверник), cadre et homme politique soviétique, chef d'État de l'URSS de 1946 à 1953 (° 19 mai 1888).
- 1975 :
  - Jean De Bast, dessinateur et graveur de timbres-poste belge (° 14 juin 1883).
  - Bernard Herrmann, compositeur américain (° 29 juin 1911).
- 1976 : Jean de Broglie, homme politique français (° 21 juin 1921).
- 1980 : Karl Dönitz, militaire allemand (° 16 septembre 1891).
- 1982 :
  - Louis Aragon, homme de lettres français (° 3 octobre 1897).
  - Maurice Biraud, comédien français (° 3 mars 1922).
- 1984 : Peter Lawford, acteur britannique (° 7 septembre 1923).
- 1985 : Ferhat Abbas (فرحات عباس), homme politique et pharmacien algérien, président de l'Algérie de 1962 à 1965 (° 24 octobre 1899).
- 1987 :
  - Joop den Uyl (Johannes Marten den Uijl dit), comptable et journaliste néerlandais, Premier ministre des Pays-Bas (° 9 août 1919).
  - M. G. Ramachandran (எம். ஜி. இராமச்சந்திரன்), acteur et homme politique indien (° 17 janvier 1917).
- 1988 : Pierre Pouly, matador français (° 7 mars 1899).
- 1989 :
  - Jean-Louis Calderon, journaliste français mort lors de la révolution roumaine (° 19 avril 1958).
  - Roger Pigaut, acteur français (° 8 avril 1919).
- 1990 : Pierre Dagenais, acteur canadien (° 28 mai 1923).
- 1992 :
  - Micheline Luccioni (Micheline Jeanne Labourot dite), actrice française (° 16 janvier 1930).
  - Peyo (Pierre Culliford dit), auteur de bandes dessinées belge (° 25 juin 1928).
- 1994 :
  - Rossano Brazzi, acteur italien (° 18 septembre 1916).
  - John Osborne, homme de théâtre et de cinéma britannique (° 12 décembre 1929).
- 1996 : Étienne Dailly, juriste, financier et homme politique français à l'origine de la loi (sur la cession) Dailly (° 4 janvier 1918).
- 1997 :
  - Jacques Fabbri (Jacques Claude Fabbricotti dit), acteur français (° 4 juillet 1925).
  - Toshirō Mifune (三船 敏郎), homme de cinéma japonais (° 1er avril 1920).
  - Pierre Péladeau, homme d’affaires et éditeur québécois, fondateur de Québecor (° 11 avril 1925).
- 1998 : Charles Joseph Sylvanus « Syl » Apps, hockeyeur professionnel canadien (° 18 janvier 1915).
- 1999 :
  - Maurice Couve de Murville, homme politique, haut fonctionnaire et diplomate français, Premier ministre de la France (° 24 janvier 1907).
  - João Figueiredo, militaire et homme politique brésilien, président du Brésil de 1979 à 1985 (° 15 janvier 1918).

### XXIesiècle
- 2001 : 
  - René Alpsteg, footballeur français (° 3 décembre 1920).
  - Harvey Martin, joueur de foot U.S. américain (° 16 novembre 1950).
  - Gareth Williams, musicien britannique (° 23 avril 1953).
- 2002 : 
  - Tita Merello, actrice et chanteuse de tango argentine (° 11 octobre 1904).
  - José Molinuevo, footballeur puis entraîneur espagnol (° 22 janvier 1917).
  - Jake Thackray, auteur-compositeur-interprète et journaliste britannique (° 27 février 1938).
- 2004 : 
  - Pierre Lorrain, homme politique québécois (° 21 avril 1942).
  - Anthony Meyer, homme politique britannique (° 27 octobre 1920).
  - Jacques Moeschal, architecte et sculpteur belge (° 31 juillet 1913).
  - Elwira Seroczyńska, patineuse de vitesse polonaise (° 1er mai 1931).
  - Lauri Silvennoinen, fondeur finlandais (° 7 novembre 1916).
- 2005 : 
  - Georg Johannesen, poète et dramaturge norvégien (° 22 février 1931).
  - Constance Keene, pianiste américaine (° 9 février 1921).
- 2006 :
  - Jacques Crozemarie, français, fondateur de l'ARC (° 7 octobre 1925).
  - Uri Dan (אורי דן), journaliste, écrivain et réalisateur israélien (° 6 mai 1935).
- 2008 :
  - Samuel Huntington, politicologue américain (° 18 avril 1927).
  - Harold Pinter, dramaturge et metteur en scène britannique, prix Nobel de littérature en 2005 (° 10 octobre 1930).
- 2009 : Rafael Caldera, homme politique, avocat et universitaire vénézuélien président du Venezuela (° 24 janvier 1916).
- 2010 :
  - Toshiharu Ikeda, réalisateur japonais (° 23 février 1951).
  - Frans de Munck, footballeur puis entraîneur néerlandais (° 20 août 1922).
  - Claude Nicolet, historien français académicien ès inscriptions et belles-lettres (° 15 septembre 1930).
- 2011 : Johannes Heesters, acteur néerlandais, doyen du cinéma mondial (° 5 décembre 1903).
- 2012 :
  - Charles Durning, acteur américain (° 18 février 1923).
  - Jacob Joachim « Jack » Klugman, acteur américain (° 27 avril 1922).
  - Lawrence Lepage, auteur-compositeur, interprète, poète et musicien québécois (° 3 septembre 1932).
- 2013 : Frédéric Back, illustrateur et réalisateur de films d'animation québécois d'origine allemande (° 8 avril 1924).
- 2014 : Boniface Ferdinand Leonard « Buddy » DeFranco, clarinettiste de jazz américain (° 17 février 1923).
- 2016 :
  - Richard John « Rick » Parfitt, chanteur-guitariste britannique (° 12 octobre 1948).
  - Gil Parrondo (Manuel Gil Parrondo y Rico-Villademoros dit), directeur artistique et chef décorateur espagnol (° 17 juin 1921).
  - Liz Smith (Betty Gleadle dite), actrice britannique (° 11 décembre 1921).
  - Er-mi Zhao (赵尔宓), herpétologiste chinois (° 1930).
- 2017 : Jacques Chérèque, syndicaliste CFDT, préfet et homme politique français (° 9 septembre 1928).
- 2018 : Jozef Adamec, joueur et entraîneur slovaque de football (° 26 février 1942).
- 2019 : 
  - Albert Braine Mayama, footballeur international congolais (° 2 février 1938).
  - Allee Willis, compositrice et parolière américaine (° 10 novembre 1947).
  - Raymond Bellot, footballeur français (° 9 juin 1929).
  - Giacomo Bazzan, coureur cycliste italien (° 13 janvier 1950).
  - Fred Emmer, présentateur de télévision néerlandais (° 23 août 1934).
- 2020 : 
  - Mouloud Achour, professeur, journaliste et écrivain algérien d'expression française (° 19 mars 1944).
  - Ivry Gitlis (en hébreu : עברי גיטליס), violoniste israélien (° 25 août 1922).
  - Aleksandar Ivoš, footballeur international yougoslave puis serbe (° 28 juin 1931).
  - Armando Romero, footballeur mexicain (° 27 octobre 1960).
  - Siv Widerberg, écrivain et journaliste suédoise (° 12 juin 1931).
- 2021 :
  - Richard Colla, acteur et réalisateur américain (° 18 avril 1936).
  - J. D. Crowe, banjoïste américain (° 27 août 1937).
  - Gwendolyn Killebrew, contralto d'opéra américaine (° 26 août 1939).
  - K. S. Sethumadhavan, réalisateur et scénariste indien (° 29 mai 1931).
  - Vladimir Tatossov, acteur soviétique puis russe (° 10 mai 1926).
  - Birgit Vanderbeke, écrivaine allemande (° 8 août 1956).
  - José Villegas, footballeur mexicain (° 20 juin 1934).
- 2022 :
  - Vittorio Adorni, cycliste sur route italien (° 14 novembre 1937).
  - Franco Frattini, juge, diplomate et homme politique italien (° 14 mars 1957).
  - Elena Gianini Belotti, écrivaine, enseignante, pédagogue et militante féministe italienne (° 2 décembre 1929).
  - Archer MacLean, ingénieur et programmeur de jeux vidéo britannique (° 28 janvier 1962).
  - Andrzej Pstrokoński, basketteur polonais (° 28 juin 1936).
  - Mario Rosa, historien italien (° 8 mai 1932).
  - Kathy Whitworth, golfeuse américaine (° 27 septembre 1939).
- 2023 :
  - Joëlle Girard, athlète de sauts en hauteur française (° 17 mars 1943).
  - Robert Grossmann, homme politique français (° 14 octobre 1940).
  - Vasilis Karras, chanteur folk grec (° 12 novembre 1953).
  - Miro Kwasnica, enseignant et homme politique canadien (° 13 juin 1935).
  - David Leland, scénariste, acteur et réalisateur britannique (° 20 avril 1940).
  - Melika Mohammadi, footballeuse iranienne (° 28 mars 2000).
  - Réginald Savage, hockeyeur sur glace canadien (° 1er mai 1970).
  - Paul Tapponnier, (° 6 janvier 1947).
  - Mike Weston, joueur de rugby à XV anglais (° 21 août 1938).
- 2024 :
  - Adji, chanteuse burkinabè (° 1980).
  - Desi Bouterse, homme d'État surinamais (° 13 octobre 1945).
  - Saleh Deby Itno, militaire tchadien (° ).
  - Alfredo Fiorito, disc jockey et producteur de musique électronique argentin (° 20 avril 1953).
  - Pascal Hervé, coureur cycliste français, devenu directeur sportif (° 13 juillet 1964).
  - Richard Perry, producteur et musicien américain (° 18 juin 1942).

## Célébrations

### Nationale
- Libye : fête de l'indépendance le 24 décembre 1951 dudit  Royaume de Libye aujourd'hui république.

### Religieuses
- Fêtes religieuses romaines : fin des Brumalia(e) le lendemain de celle des saturnales.
- Vigile / veille de Noël (25 décembre) occasion de fêtes, fériée et non ouvrée dans de nombreux pays de tradition chrétienne majoritaire dont :
  - Belgique, Bulgarie, Canada, France, Lettonie, Liban, Slovaquie, Suisse, République tchèque etc. : réveillon de Noël et messe de minuit à 0h00 du lendemain 25 et souvent avant.
  - Danemark : juleaften (da) / « veille de Noël ».
  - Espagne : nochebuena et misa de gallo (es) / « messe du coq ».
  - Pologne : Wigilia Bożego Narodzenia / « veille de Noël ».
  - Portugal : véspera de natal (pt) / « veille de Noël » et missa do galo (pt) / « messe du coq »).
  - Suède et autre(s) Scandinavie : julafton / « veille de Noël » (cf. Jul/Yule, entre 23 et 20 décembre du solstice d'hiver les veille et avant-veilles).
  - etc.

### Saints des Églises chrétiennes

#### Saints des Églises catholiques et orthodoxes
Saints des Églises catholiques et orthodoxes :
- Adèle de Pfalzel († entre 735 et 740), fille du roi mérovingien Dagobert II.
- Antiochius de Galacie († v. 630), moine.
- Caranus d'Écosse (VIIe siècle), moine.
- Delphin de Bordeaux († 404), évêque.
- Drusus, Zozime et Théodore (IVe siècle), martyrs.
- Euthyme de Nicomédie († 303), martyr.
- Grégoire de Spolète († 303), martyr.
- Irmine (VIIIe siècle), Abbesse.
- Nicolas le Militaire († 820), soldat puis moine.
- Noémi(e) / Naomi(e) (נָעֳמִי / Noʻomi en hébreu y signifiant "douceur", de Buck (?) / Booz / Boaz, ayant vécu vers le XIe voire le XIIe siècle av. J.-C., femme juive du Livre de Ruth des Torah / Pentateuque et Ancien Testament bibliques communs à juifs et chrétiens, belle-mère de Ruth remariée avec Booz sur son conseil, trisaïeule / arrière-arrière-grand-mère du roi hébreu David (Ruth 4. 22 dans ce livre éponyme préalable à ceux de (Saint-)Samuel des Xe et IXe siècles av. J.-C. honoré les 20 août par l'Église catholique, dans son ordre canonique de compilation) ; fêtables aussi les 21 août quant à elle(s)[16].
- Saints ancêtres de Jésus le Christ
- Tarsille (VIe siècle), vierge consacrée.

#### Saints et bienheureux des Églises catholiques
Saints et bienheureux des Églises catholiques :
- Barthélemy-Marie Dal Monte († 1778), bienheureux prêtre italien.
- Brocard de Strasbourg (XIIIe siècle), bienheureux religieux dominicain alsacien.
- Bruno l'Ecolâtre (XIe siècle), bienheureux moine bavarois.
- Charbel Makhlouf († 1898), moine et ermite libanais.
- Paule Elisabeth († 1865), religieuse italienne fondatrice de congrégation.

### Prénoms du jour
- Adèle et ses variantes : Adéla, Adèla, Adeleine, Adélia, Adélie, Adella et Adelle (les Adeline étant fêtées les 20 octobre quant à elles, les Adélaïde et Alice les 16 décembre et à d'autres dates locales, les Alix les 9 janvier etc.).

Et aussi :
- Charbel,
- Delphin (Delphine plutôt les 26 novembre),
- Maela, Maéla, Maella, Maëlla, Maëlle, Maëllys, Maélys, Maëlys[réf. souhaitée] ?
- Noémie et ses variantes féminines : Naomi, Naomie, Noame, Noami, Noémi, Noémia et נָעֳמִי  ou Noʻomi ; et une forme masculine Noam.

## Traditions et superstitions

### Dictons
- « Beau temps à Sainte-Adèle est un cadeau du ciel. »[17]
- « Entre Sainte-Adèle et Saint-Vincent (22 janvier), les gelées ont plus de mordant. »[18]

### Astrologie
- Signe du zodiaque : 3e jour du Capricorne.

## Toponymie
- Les noms de plusieurs voies, places, sites ou édifices de pays ou régions francophones contiennent cette date sous diverses graphies : voir Vingt-Quatre-Décembre .